# Aron (Loire)
Pour les articles homonymes, voir Aron.
L'Aron est une rivière française du département la Nièvre dans la région de Bourgogne-Franche-Comté, affluent de la Loire en rive droite.

## Géographie
L'Aron coule dans le département de la Nièvre (101,4 km). Il prend sa source au nord de Crux-la-Ville au-dessus de l'étang d'Aron (alt. 280 m), à l'est de la forêt de Troncay à une altitude de 327 m, près du lieu-dit la Forgeotte
.

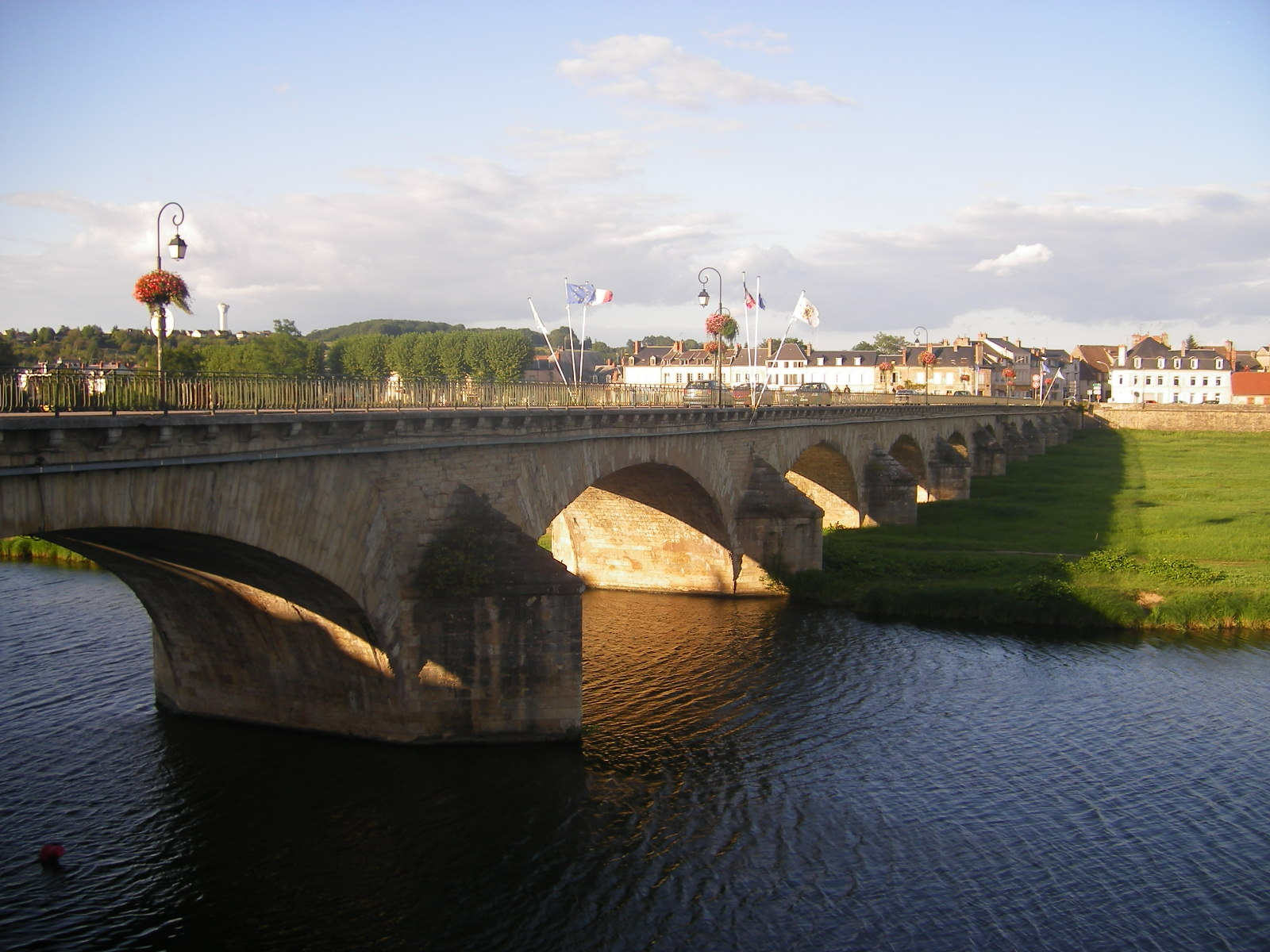
Pont de la Vieille Loire à Decize.

L'Aron se jette dans la Loire en rive droite à 188 m d'altitude entre Decize et Saint-Léger-des-Vignes, juste après avoir rencontré la Vieille Loire, et avant et à côté de l'embouchure du canal du Nivernais.
Il baigne Châtillon-en-Bazois, Cercy-la-Tour et Decize. Le canal du Nivernais emprunte sa vallée et le suit sur presque tout le parcours de l'Aron, de Châtillon-en-Bazois à Decize. Son affluent principal est l'Alène.

### Communes et cantons traversés
Dans le seul département de la Nièvre, l'Aron traverse vingt communes et huit cantons :
- dans le sens amont vers aval : Saint-Révérien (source), Crux-la-Ville, Bazolles, Saint-Maurice, Montapas, Châtillon-en-Bazois, Alluy, Biches, Brinay, Limanton, Vandenesse, Montaron, Isenay, Saint-Gratien-Savigny, Thaix, Cercy-la-Tour, Verneuil, Champvert, Decize, Saint-Léger-des-Vignes (confluence).

Soit en termes de cantons, l'Aron prend sa source dans le canton de Brinon-sur-Beuvron, traverse les canton de Saint-Saulge, canton de Moulins-Engilbert, canton de Châtillon-en-Bazois, canton de Moulins-Engilbert, canton de Fours, canton de Decize et conflue dans le canton de La Machine.

### Principales localités traversées
- Département de la Nièvre : 
  - Châtillon-en-Bazois, Cercy-la-Tour, Saint-Léger-des-Vignes, Decize

## Affluents
L'Aron a trente-six (36) affluents référencés dont :
- le Trait (rg), 29,2 km sur cinq communes avec quatre affluents.
- le Veynon (rg), 34,6 km sur neuf communes et avec quatre affluents.
- le Guignon (rg), 25,9 km sur quatre communes avec cinq affluents.
- la Dragne (rg), 30,2 km sur cinq communes avec neuf affluents.
- le ruisseau Saint-Michel[1], qui devient en aval le ruisseau de Chevannes (rg), 20,8 km sur cinq communes avec cinq affluents. L'un des affluents du ruisseau de Chevannes s'appelle aussi le Donjon[4].
- l'Alène (rg), 55,9 km sur dix communes avec dix-huit affluents.
- la Canne (rd), environ 50,9 km.
- l'Andarge (rd), 26,5 km sur sept communes avec huit affluents.
- le Donjon[5] ou ruisseau d'Ozon[6] (rg), 16,1 km sur sept communes avec trois affluents.
- le canal du Nivernais.
- l'Alnain à Mont et Marré.

## Hydrologie

### Débits de l'Aron à Verneuil

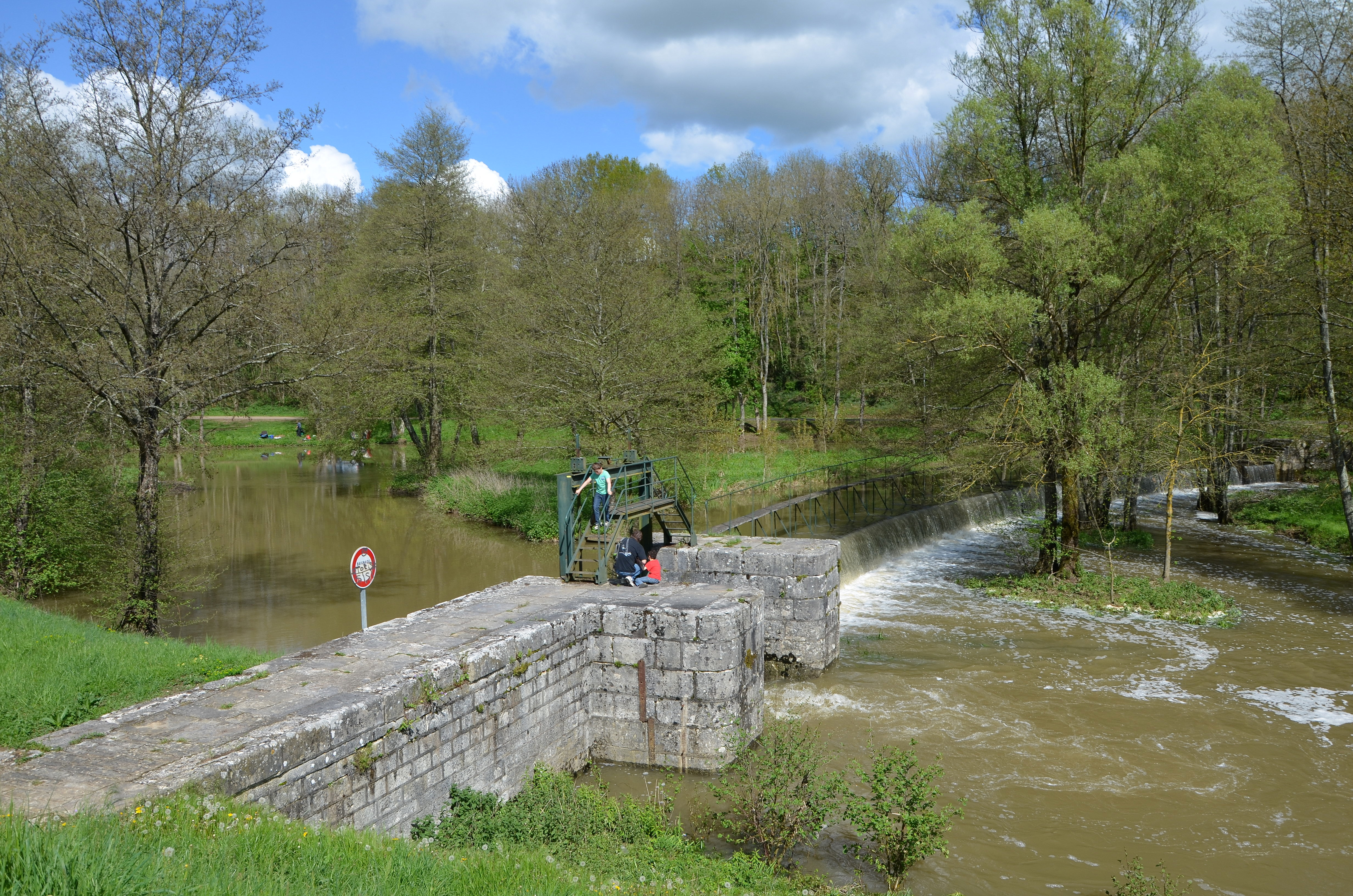
L'Aron en période hautes eaux près de Châtillon-en-Bazois.

L'Aron est une rivière à fort débit, comme sa voisine l'Arroux. Son débit a été observé sur une période de 39 ans (1970-2008) à Verneuil, localité du département de la Nièvre située à l'entrée de Decize peu avant la confluence de l'Aron avec la Loire. Le bassin versant de la rivière y est de 1 465 km2, c'est-à-dire plus de 90 % de sa totalité, le bassin versant de l'Andarge, son dernier affluent important, n'étant pas compris dans la surface étudiée.
Le module de la rivière à Verneuil est de 17,6 m3/s.
L'Aron présente des fluctuations saisonnières de débit très marquées, comme bien souvent dans le centre et l'est de la France, avec des hautes eaux d'hiver portant le débit mensuel moyen à un niveau situé entre 27 et 41,6 m3/s, de décembre à mars inclus (avec un maximum en février), et des basses eaux d'été assez prolongées et parfois sévères, de début juin à fin octobre, avec une baisse du débit moyen mensuel jusqu'à 2,87 m3/s au mois de septembre. Mais les fluctuations sont bien plus prononcées sur de plus courtes périodes.

### Étiage ou basses eaux
À l'étiage, le VCN3 peut chuter jusque 0,59 m3/s, en cas de période quinquennale sèche, ce qui est fort bas pour ce cours d'eau assez puissant et peut être qualifié de sévère, le débit étant alors réduit à 3 % du débit moyen. Notons que ce phénomène est assez normal dans la région de Bourgogne éloignée de l'océan.

### Crues
Les crues peuvent être fort importantes. Ainsi le débit instantané maximal enregistré a été de 348 m3/s le 28 avril 1998, tandis que la valeur journalière maximale était de 301 m3/s le même jour. Le QIX 10 est de 230 m3/s, le QIX 20 de 260 m3/s et le QIX 50 de 290 m3/s. Les QIX 2 et QIX 5 valent quant à eux respectivement 170 et 210 m3/s. D'où il ressort que les crues d'avril 1998 mentionnées plus haut étaient bien plus que cinquantennales, sans doute centennales et dans tous les cas fort exceptionnelles.
Pour se faire une idée de l'importance de ces débits, on peut les comparer à un des affluents de la Seine au sud-est de Paris, le Loing, réputé jadis pour ses débordements et quelque peu régularisé depuis. Le QIX 10 du Loing en fin de parcours vaut seulement 190 m3/s (contre 230 m3/s pour l'Aron) et son QIX 50 se monte à 270 m3/s (contre 290 m3/s pour l'Aron). Ainsi malgré un bassin près de trois fois moins étendu et un débit moyen un peu moindre, le volume des crues de l'Aron l'emporte sur celles du Loing.

### Lame d'eau et débit spécifique
Au total, l'Aron est une rivière irrégulière mais abondante, alimentée par des précipitations elles aussi abondantes sur l'ensemble de son bassin versant. La lame d'eau écoulée dans son bassin est de 379 millimètres annuellement, ce qui est assez élevé, supérieur à la moyenne d'ensemble de la France (320 millimètres) et surtout supérieur à la moyenne de la totalité du bassin de la Loire (plus ou moins 250 millimètres). Le débit spécifique de la rivière (ou Qsp) atteint dès lors un solide 12,0 litres par seconde et par kilomètre carré de bassin.

### Débits des cours d'eau du bassin de l'Aron
| Cours d'eau | Localité           | Débits en m3/s | Débits en m3/s | Débits en m3/s | Débits en m3/s | Débits en m3/s | Débits en m3/s | Débits en m3/s | Côte max(m) | Max. instant. | Max. journ. | Lame d'eau (mm) | Surface (km²) |
| Cours d'eau | Localité           | Module         | VCN3 (étiage)  | QIX 2          | QIX 5          | QIX 10         | QIX 20         | QIX 50         | Côte max(m) | Max. instant. | Max. journ. | Lame d'eau (mm) | Surface (km²) |
| ----------- | ------------------ | -------------- | -------------- | -------------- | -------------- | -------------- | -------------- | -------------- | ----------- | ------------- | ----------- | --------------- | ------------- |
|             |                    |                |                |                |                |                |                |                |             |               |             |                 |               |
| Dragne      | Vandenesse         | 1,86           | 0,035          | 26             | 35             | 41             | 47             | 55             | 2,40        | 57,3          | 37,8        | 513             | 115           |
| Alène       | Cercy-la-Tour      | 4,46           | 0,150          | 44             | 52             | 58             | 63             | 70             | 3,06        | 56,7          | 55,1        | 420             | 338           |
| Canne       | Montigny-sur-Canne | 2,06           | 0,014          | 24             | 29             | 33             | 36             | 40             | 1,67        | 33,9          | 31,3        | 367             | 178           |
| Aron        | Verneuil           | 17,60          | 0,590          | 170            | 210            | 240            | 270            | 300            | 3,63        | 348           | 301         | 380             | 1 465         |
| Andarge     | Diennes-Aubigny    | 0,73           | 0,001          | 15             | 18             | 20             | 22             | 25             | 2,78        | 19,6          | 17,9        | 345             | 67            |
|             |                    |                |                |                |                |                |                |                |             |               |             |                 |               |

## Galerie

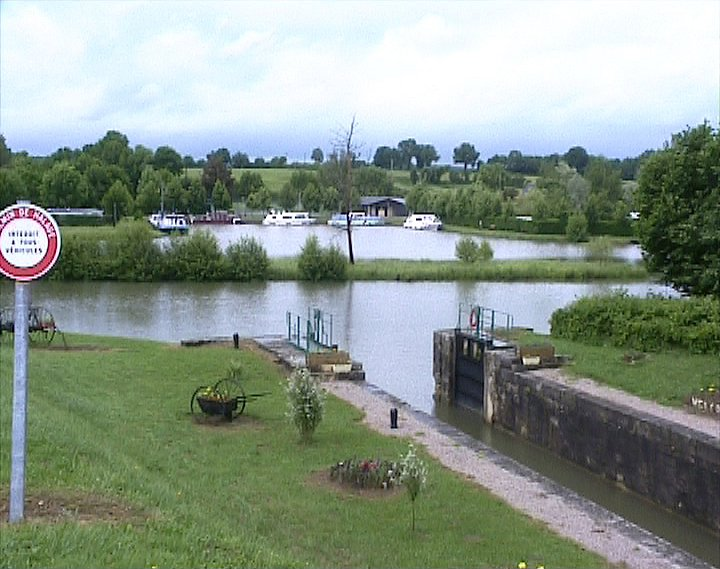
L'Aron à Panneçot sur la commune de Limanton.
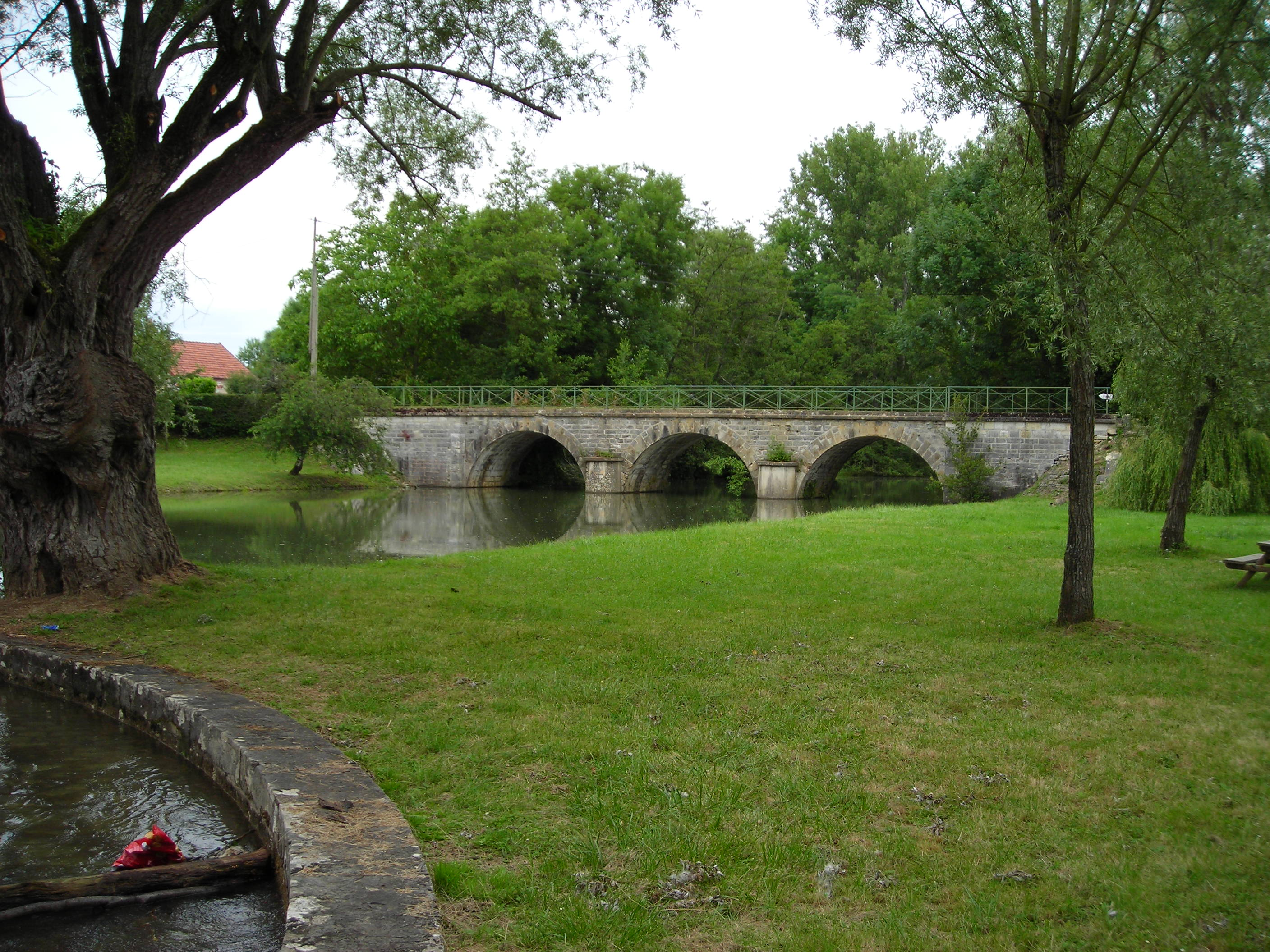
Pont sur l'Aron à Fleury, commune de Biches.
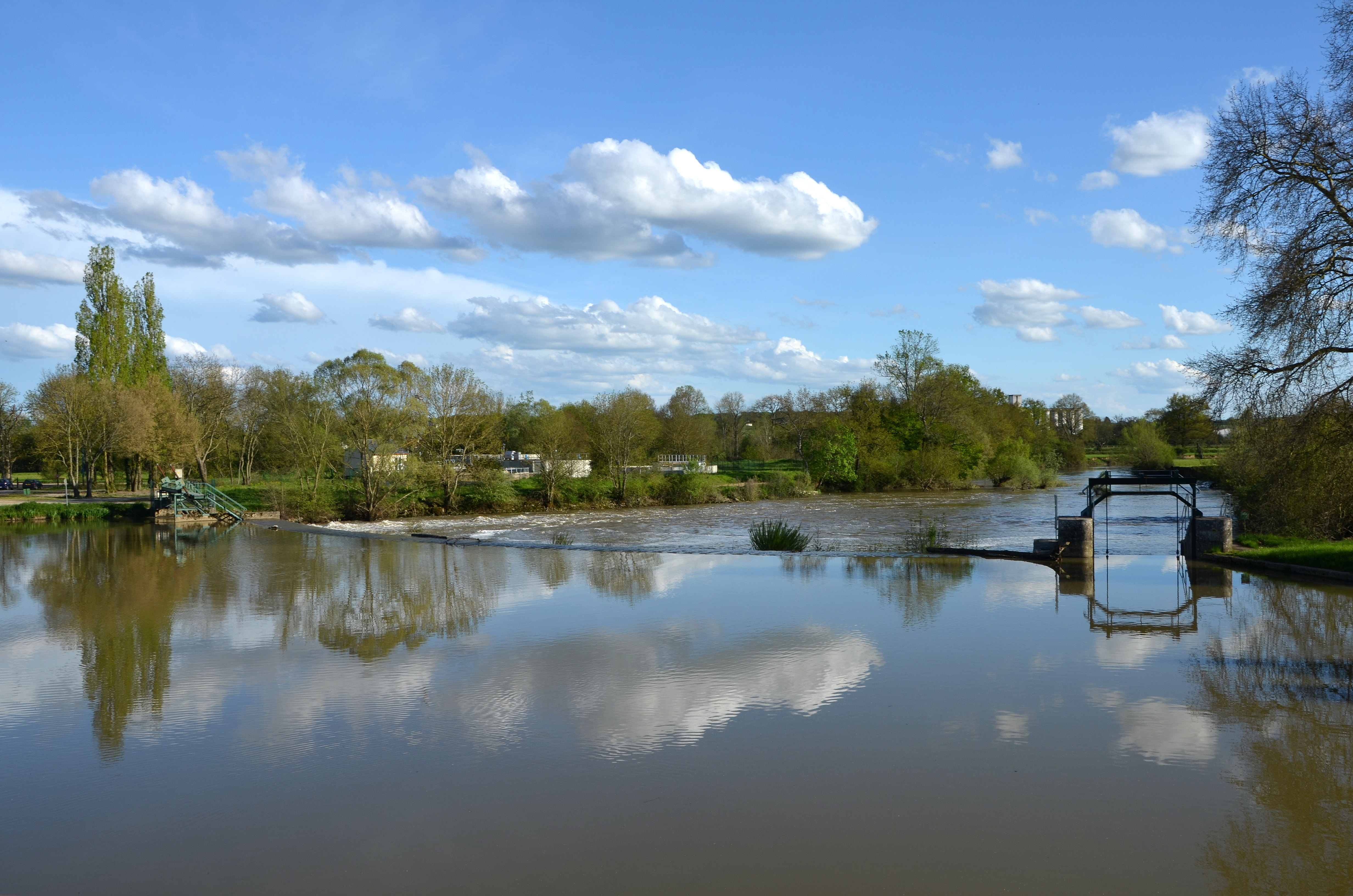
L'Aron a Cercy-la-Tour.